# Banderas de señales
Las banderas de señales son aquel tipo de banderas que se utilizan para indicar, señalizar o prevenir de manera visual a la población de alguna circunstancia.

## Señales en playas
La Federación Internacional de Salvamento y Socorrismo establece un código de señales para indicar las condiciones de las playas:
1. Bandera roja: Peligro alto debido a fuerte oleaje y corrientes.
2. Bandera amarilla: Peligro medio debido a moderado oleaje y corrientes
3. Bandera verde: Peligro bajo, mar en calma.
4. Bandera púrpura: Peligro por vida marina.
5. Dos banderas rojas: Playa clausurada, prohibido el contacto con el agua.
6. Bandera de cuadros negros y blancos: Zona para la práctica del surf.

## Código internacional de señales

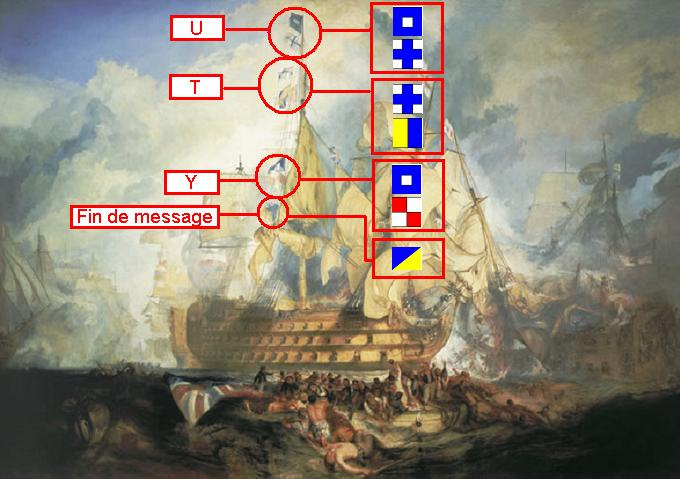
Comunicación naval según el cuadro de Joseph Mallord William Turner La batalla de Trafalgar.

En la navegación marítima para transmitir mensajes, ya sea entre dos o más barcos, o entre un barco y la tierra o el puerto, se sigue el Código internacional de señales de la Organización Marítima Internacional (OMI), bien mediante el izado de las banderas de señales o bien mediante el uso de las banderas en el alfabeto semáforo.
A tal efecto existen banderas de diferentes formas y colores, de las cuales cada una representa una letra del alfabeto internacional, así como los números del 0 al 9.
Cuando un barco necesita transmitir un mensaje consistente en una o varias palabras, o números, iza en el mástil delantero las banderas que representan las letras y números del mensaje, alineadas de arriba hacia abajo. Si el mensaje es más largo, se repetirá la operación con nuevas banderas. También se utilizan las banderas individualmente o en combinaciones de dos, en cuyo caso tienen un significado determinado según un código internacionalmente vigente.
Desde que existe la radio, el uso de las banderas de señales para transmitir mensajes ha disminuido notablemente. Sin embargo, se siguen utilizando de forma generalizada las banderas individuales o en combinaciones de dos, para señalizar un aviso determinado.
Existe también un código internacional para deletrear mensajes conocido como Mensajes con señales semáforo, basado en dos banderas sostenidas en las manos en distintas posiciones con respecto al cuerpo. Cada posición representa una letra

## Banderas de señales en el deporte
Algunos deportes poseen sus propias banderas y banderines de señales con diferentes significados que no siempre están correctamente reglamentados ni son aceptados internacionalmente, de modo que tanto sus características como su significado pueden variar de un deporte a otro, así como de un país a otro.

### Automovilismo y motociclismo
En las competiciones de automovilismo y de motociclismo se utilizan banderas de señales para comunicar información de importancia a los participantes.

### Buceo
En el buceo deportivo se utilizan las banderas del código internacional cuando se practica embarcado, y también se suele utilizar la bandera de buceo deportivo roja y blanca. Esta bandera se popularizó desde la década de 1960,  sin embargo no es válida como aviso para la navegación, ya que no forma parte del Código Internacional de Señales de la Organización Marítima Internacional.

### Regatas de vela
En las regatas de vela se utilizan las banderas de señales del código internacional, pero según su significado en el Reglamento de Regatas a Vela.